# 朱执信纪念碑
朱执信纪念碑，位于中国广东省东莞市虎门镇执信公园，现为省级文物保护单位。

## 概况
纪念碑树立于民国十二年（1923年），是为纪念民国九年（1920年）在此殉国的朱执信而立。

纪念碑正面上竖书隶书大字
朱埶信先生紀念碑
并有抬头“民国二十年十二月”及落款“胡汉民敬书”。纪念碑下方另刻小字碑文以铭事：

民國九年粵軍還粵之役

埶信先生以名世異才為國犧

牲天下惜之既十二年粵人爲

立碑紀念嗟夫

先生文章事業所在不朽何待

金石惟此為

先生成仁之地尤動人感慕之

忱則後死者不能無所述工事

告成衆以文字屬責乃謹書之

民國二十一年三月

番禺胡漢民撰並書

## 保护
- 2008年11月，公布为广东省文物保护单位（近现代重要史迹及代表性建筑类）